# Andreja Slokar
 Andreja Slokar, née le 15 octobre 1997, est une skieuse alpine slovène.

## Biographie
En novembre 2017, elle marque ses premiers points en Coupe d'Europe en prenant la 24e place du slalom de Funäsdalen.

### Saison 2020-2021
2021 est l'année de la révélation. 
Elle marque ses premiers points en Coupe du monde en prenant la 23e place du slalom de Flachau en janvier 2021.
Le mois suivant à Cortina d'Ampezzo, elle réussit l'incroyable performance de prendre la 5e place du slalom des championnats du monde.
Avec ses 4 podiums dont 2 victoires, elle remporte la Coupe d'Europe de slalom et elle prend la 2e place du classement général de la Coupe d’Europe.
En mars elle obtient son premier top-10 en Coupe du monde en prenant la 9e place du slalom de Jasna, suivi d'une 8e place dans le slalom des finales de  Lenzerheide.

### Saison 2021-2022
Elle crée la sensation en remportant le 13 novembre 2021 sa première victoire en Coupe du monde dans le parallèle de Lech. Une semaine plus tard, elle prend la 4e place du slalom de Lévi. Après 2 épreuves disputées, elle prend de plus la tête du classement général provisoire de la Coupe du monde. 
Elle dispute ses premiers Jeux olympiques, à Pékin. Elle y prend une bonne 5e place dans le slalom (comme aux derniers championnats du monde).
Elle gagne le dernier slalom de la saison, lors des finales de Courchevel/Méribel le 19 mars 2022, devant Lena Dürr et Petra Vlhova. Elle termine à la 8e place de la Coupe du monde de slalom.

### Saison 2022-2023
En octobre 2022, elle se blesse aux deux genoux (ligaments croisés) lors d'un entraînement en Italie. Elle est malheureusement forfait pour l'ensemble de la saison.

### Saison 2023-2024
De retour de blessure, elle obtient son meilleur résultat de la saison en se classant 7e du slalom de coupe du monde de Killington en novembre 2023.

### Saison 2024-2025
Elle effectue une saison très régulière en coupe du monde où elle obtient 7 tops-10 dont un podium avec la 3e place du slalom des finales à Sun Valley. Ele  participe à ses seconds championnats du monde à Saalbach. Elle s'y classe 6e du slalom et 9e du combiné par équipe (elle forme l'équipe de Slovénie avec Ilka Stuhec).

## Palmarès

### Jeux olympiques
| Édition / Epreuve | Slalom géant | Slalom | Team event |
| JO 2022 Pékin     | Abandon      | 5e     | 7e         |

### Championnats du monde
| Édition / Epreuve               | Slalom | Combiné par équipe | Parallèle                   | Team event |
| Mondiaux 2021 Cortina d'Ampezzo | 5e     | -                  | Non qualifiée pour les 1/8e | 11e        |
| Mondiaux 2025 Saalbach          | 6e     | 9e                 | -                           | -          |

### Coupe du monde
- Meilleur classement général : 23e en 2022 avec  383 points.
- Meilleur classement de slalom géant : 30e en 2022 avec 58 points.
- Meilleur classement de slalom : 8e en 2022 avec 225 points.
- Meilleur classement de parallèle : 1re en 2022 avec 100 points.

- 3 podiums en individuel : 2 victoires.

#### Classements
| Saison / Épreuve | Saison / Épreuve | Général | Général | Descente | Descente | Super G | Super G | Géant  | Géant  | Slalom | Slalom | Parallèle | Parallèle |
| ---------------- | ---------------- | ------- | ------- | -------- | -------- | ------- | ------- | ------ | ------ | ------ | ------ | --------- | --------- |
| Saison / Épreuve | Saison / Épreuve | Class.  | Points  | Class.   | Points   | Class.  | Points  | Class. | Points | Class. | Points | Class.    | Points    |
| 2021             | 2021             | 46e     | 125     | -        | -        | -       | -       | 31e    | 28     | 19e    | 97     | -         | -         |
| 2022             | 2022             | 23e     | 383     | -        | -        | -       | -       | 30e    | 58     | 8e     | 225    | 1re       | 100       |
| 2024             | 2024             | 61e     | 114     | -        | -        | -       | -       | -      | -      | 22e    | 114    | -         | -         |
| 2025             | 2025             | 32e     | 260     | -        | -        | -       | -       | -      | -      | 12e    | 260    | -         | -         |

#### Détail des victoires
| Saison / Épreuve | Slalom             | Slalom parallèle | Total |
| 2021-2022        | Courchevel/Méribel | Zürs             | 2     |
| Total            | 1                  | 1                | 2     |

(État au 19 mars 2022)

### Coupe d'Europe
4 podiums dont 2 victoires

#### Classements
| Saison / Épreuve | Saison / Épreuve | Général | Général | Descente | Descente | Super G | Super G | Slalom géant | Slalom géant | Slalom | Slalom | Combiné | Combiné |
| ---------------- | ---------------- | ------- | ------- | -------- | -------- | ------- | ------- | ------------ | ------------ | ------ | ------ | ------- | ------- |
| Saison / Épreuve | Saison / Épreuve | Class.  | Points  | Class.   | Points   | Class.  | Points  | Class.       | Points       | Class. | Points | Class.  | Points  |
| 2018             | 2018             | 128e    | 27      | -        | -        | -       | -       | -            | -            | 50e    | 27     | -       | -       |
| 2019             | 2019             | 186e    | 71      | -        | -        | -       | -       | -            | -            | 31e    | 71     | -       | -       |
| 2020             | 2020             | 89e     | 64      | -        | -        | -       | -       | -            | -            | 31e    | 64     | -       | -       |
| 2021             | 2021             | 2e      | 553     | -        | -        | -       | -       | 28e          | 88           | 1re    | 465    | -       | -       |